# Timerekord (cykelsport)
Timerekorden er en disciplin i cykelsporten, hvor en rytter kører alene i en time, hvorefter den kørte distance opmåles.  Disciplinen køres på bane for at give så ideelle forhold som muligt. I 1993 slog den skotske amatørcykelrytter Graeme Obree timerekorden på en cykel, som han selv havde bygget.

## Verdensrekorder
Den første verdensrekord anerkendt af det internationale cykelforbund (nu UCI) blev sat af Henri Desgrange i Paris 11. maj 1893, og var på 35,325 km.
Denne og alle senere anerkendte rekorder for mænd fremgår af UCI's pdf-fil. Der skelnes mellem indendørs og udendørs baner, og for de sidstnævnte om de er beliggende i over eller under 600 meters højde.
De tilsvarende verdensrekorder for kvinder fremgår af UCI's pdf-fil.
Reglerne er løbende blevet justeret og seneste større ændring fra UCI's side (Luganocharteret) er fra 2014 og fremgår af UCI's pdf-fil.
Reglerne sikrer ensartet udstyr, men tidligere rekorder af Moser, Obree, Indurain, Rominger og Boardman (56km375m) med andet udstyr er bevaret på den historiske liste. Den nuværende timerekord er opdelt i to rekorder. En hvor der ikke er ret mange restriktioner på hvordan cyklen ser ud, og en hvor der er mange restriktioner:

## Danske rekordholdere
To danske cykelryttere har haft timerekorden:
- I 1968 satte Ole Ritter ny timerekord for professionelle kørt på bane der ligger over 600 m.o.h., da han kørte 48,653 kilometer på en time, hvilket var 560 meter længere end Ferdinand Bracke. Rekordforsøget blev foretaget i Mexico på Mexico-Olimpico i 2000 meters højde, med et marchorkester spillende for at hjælpe med at holde takten. Fire år efter mistede Ritter timerekorden til Eddy Merckx, der kørte 49,431 km. Denne rekord holdt i tolv år.

- Hans-Henrik Ørsted, var indehaver af timerekorden for professionelle kørt på bane der ligger under 600 m.o.h. på 48,14472 km. i tidsrummet 9. september 1985 til 26. september 1986, hvor den blev slået af Francesco Moser med næsten 400 meter.
- Mogens Frey er på amatørernes liste med 47,514 km sat i Mexico 5. oktober 1969 og slået samme sted af Rodriguez (Col.) 7. oktober 1970 med sølle 39 m.

- I løbet af 2017 og 2018 har Martin Toft Madsen og Mikkel Bjerg på skift slået den danske rekord. Mikkel Bjerg kørte 53,730 km.

## Få restriktioner
- 56,375 km - Chris Boardman, UK - 6. september 1996 i Manchester

## Mange restriktioner
- 55,089 km - Victor Campenaerts - 16. april 2019 i Aguascalientes, Mexico.[4][5]